# 肥前有馬氏
肥前有馬氏（ひぜんありまし）は、武家・華族だった日本の氏族。鎌倉時代に肥前国高来郡有馬庄に起こった豪族・大名で、戦国期にキリシタン大名として著名な有馬晴信を出した。江戸時代には越前国丸岡藩主家、明治維新後には華族の子爵家となった。通字は「純」または「澄」で、いずれも「すみ」または「ずみ」と読む。
赤松義祐を祖とする摂津有馬氏とは全く別の一族である。

## 歴史

本来の有馬瓜（五瓜）

### 鎌倉時代～室町時代
家伝によれば伊予の藤原純友の子孫と伝わるが、実際には肥前国藤津荘の荘司である平清澄・直澄の子孫とみられる。
建保年間中に経澄が肥前国高来郡有馬庄の地頭職を与えられたことから有馬と称するようになった。
鎌倉時代には高来郡南部に勢力をもった。南北朝時代には菊池氏や少弐氏に属した。室町時代の明応年間には「肥前守貴純」の名を見いだせる。

### 戦国時代～安土桃山時代
その孫にあたる戦国時代の当主賢純の代に肥前6郡を支配し、将軍足利義晴の諱をえて「晴純」と改称した。
その孫の有馬晴信はキリシタン大名として著名である。教名はプロタジオ、のちジョアンである。1582年に大友宗麟や大村純忠とともに天正遣欧使節を派遣した。晴信は竜造寺氏の南進に対抗するため島津氏と結んだが、天正14年（1586年）に豊臣秀吉の九州征伐で秀吉に恭順して本領の高来郡4万石を安堵され、日野江城に住した。朝鮮出兵では小西行長軍に従軍した。

### 江戸時代
晴信は関ヶ原の戦いでは東軍に与して徳川家康より本領を安堵されたが、慶長17年（1612年）の岡本大八事件で江戸幕府により甲斐国に流されて処刑された。
しかし息子の直純に父の遺領4万石が与えられて存続し、慶長19年（1619年）には日向国延岡藩5万3000石に加増転封となった。
元禄4年（1691年）に農民逃散の責を負わされて3000石を減封されて越後国糸魚川藩5万石に転封となり、さらに元禄8年（1695年）には越前国丸岡藩主に転封となる。以降廃藩置県まで同地で続いた。
2代丸岡藩主一準の代に外様大名から譜代大名になっており、5代藩主誉純は若年寄、最後の8代藩主である道純は老中になっている。

### 明治以降
最後の丸岡藩主有馬道純は、明治2年（1869年）の版籍奉還で丸岡藩知事に任じられるとともに華族に列した。明治4年（1871年）の廃藩置県まで藩知事を務めた。
明治17年（1884年）7月7日に華族令が施行されて華族が五爵制になり、翌8日に道純は旧小藩知事として子爵に叙された。
2代子爵純文は宮内省の官僚となり、東宮侍従や東久邇宮付家令、宮内事務官、帝室林野局技師などを歴任した。彫刻に秀で多摩陵璽を刻んだ。
3代子爵純尚の代の昭和前期に有馬子爵家の邸宅は東京市淀橋区下落合にあった。

## 家紋
家紋は大村氏と同じ「五瓜に剣唐花」（有馬瓜・大村瓜）を用いたが、もともとの図案は「五瓜」であった。ほかに「有馬唐花（剣唐花）」「丸に六つ唐花」が『寛政重修諸家譜』に載る。

## 歴代当主
1. 有馬経澄
2. 有馬朝澄
3. 有馬家澄
4. 有馬連澄
5. 有馬貞澄
6. 有馬澄世
7. 有馬満澄
8. 有馬氏澄
9. 有馬貴純
10. 有馬尚鑑
11. 有馬晴純
12. 有馬義貞
13. 有馬義純
14. 有馬晴信
15. 有馬直純
16. 有馬康純
17. 有馬清純
18. 有馬一準
19. 有馬孝純
20. 有馬允純
21. 有馬誉純
22. 有馬徳純
23. 有馬温純
24. 有馬道純
25. 有馬純文
26. 有馬純尚
27. 有馬匡澄 - 2011年より